# 아사히정 (홋카이도)
아사히정(일본어: 朝日町)은 일본 홋카이도 가미카와 지청 가미카와군에 있던 정이다. 인구가 2천 명도 채 되지 않고 홋카이도의 정의 그 중 가장 적은 인구였다. 
2005년 9월 1일에 폐업분할에 의한 합병을 수행에 따라 시베쓰시가 되었다.

## 역사
- 1949년 - 아사히촌이 성립하였다. 아사히촌의 유래는 아침해가 빨리 뜬다는 뜻에서 비릇되었다.
- 1962년 - 정으로 승격해 아사히정이 되었다.
- 2005년 9월 1일 - 시베쓰시와 존속분할에 의한 합병으로 폐지되었다.